# Hans Gebhard-Elsaß

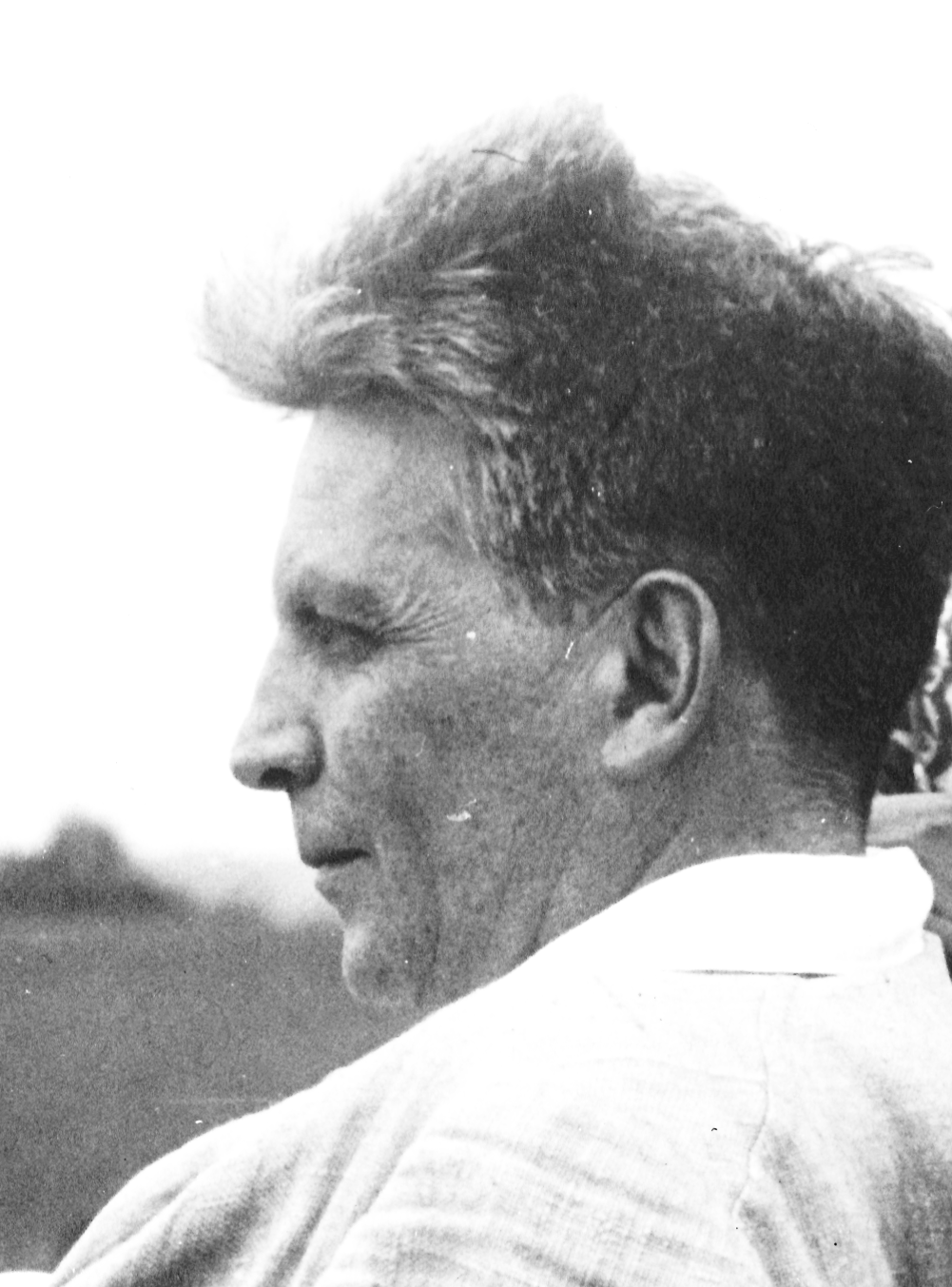
Hans Gebhard-Elsaß, 1929

Hans Gebhard-Elsaß (Geburtsname: Hans Julius Gebhard; * 26. September 1882 in Mülhausen im Elsass; † 4. Oktober 1947 in Marburg an der Lahn) war ein deutscher Komponist und Musikpädagoge. Den Namenszusatz „Elsaß“ wählte er zur Unterscheidung von dem gleichnamigen fränkischen Komponisten Hans Gebhard.

## Leben
Hans Gebhard wuchs als Sohn des Landgerichtsdirektors Paul Julius Gebhard und der Pianistin Mathilde Gebhard, geb. Küss in Straßburg auf und belegte dort schon als Schüler Kurse am Konservatorium. Er studierte Cello, Klavier und Komposition am Konservatorium in Frankfurt am Main und an der Musikhochschule in Berlin. Seine wichtigsten Lehrer waren Hugo Becker (Cello) und Lazzaro Uzielli (Klavier-Schüler von Clara Schumann) am Konservatorium in Frankfurt am Main, sowie Robert Kahn für Komposition an der Musikhochschule in Berlin. 1913 holte ihn Émile Jaques-Dalcroze als Improvisationslehrer an die Bildungsanstalt Dresden-Hellerau.
Nach der kriegsbedingten Schließung der Bildungsanstalt 1914 setzte Gebhard die begonnene Arbeit mit privaten Schülergruppen fort, ab 1918 in München. In diesen von der beginnenden Ertaubung gezeichneten Jahren entwickelte er seine auf Gehör, Rhythmus und Improvisation basierende ganzheitliche Musikpädagogik, die Körper und Atmung in die musikalische Gestaltung mit einbezog. Er stellte diese Unterrichtsform unter dem Titel Einheitliche Musiklehre im Riemann Musiklexikon (1929) vor. Musikpädagogische Erläuterungen an musikalischen Beispielen veröffentlichte er in den Körperstudien für den Ausdruck am Klavier (1932). Die letzten Jahre ab 1940 bis zu seinem Tod wirkte er unterrichtend und komponierend in Marburg an der Lahn.
In seinem kompositorischen Werk überwiegt neben dem Lieder-Zyklus und dem vielstimmigen Chorsatz Kammermusik in unterschiedlicher Besetzung. Ausgehend von der Brahmsnachfolge kam er zunehmend zu einer strengen Polytonalität und Polyrhythmik in der Stimmführung, die – Effekt und Gefälligkeit abhold – einen erheblichen technischen Anspruch an die Ausführenden stellt und auch dem Zuhörer wenig entgegen kommt – „durchsichtig bei äußerst konzentrierter Gedankenfülle“ formuliert Richard Schaal in MGG 1955. Das einzige Werk für große Besetzung ist die sechsstimmige Kantate „Wer du auch seist“ für Chor, Bariton und Orchester nach Texten von Rainer Maria Rilke, entstanden in den Jahren 1925–1932.
Hans Gebhard-Elsaß war passionierter Schachspieler und erspielte sich die Meisterschaft in München, in Süddeutschland und am Mittelrhein.

## Werk

### Klavierwerke
- Skizzen für Klavier op. 2b, 1902
- 8 Klavierstücke op. 4, 1905
- 2 Präludien für Klavier op. 6, 1905–1906
- 5 Klavierstücke op. 7, 1906
- Passacaglia für 2 Klaviere cis-Moll, ca. 1908
- Buch der Tonarten, Vorspiele und Erfindungen, ca. 1907–1912
- 3 Kleine Klavierstücke für den Unterricht, 1908
- Chromatische Passacaglia as-Moll, 1914
- 14 Klavierstücke, 1936
- Klavierstücke für Ilse Langer, 1937
- Stücke für Klavier zu 4 Händen Heft 1, o. J.
- Stücke für Klavier zu 4 Händen Heft 2, o. J.

### Kammermusik
- Stück für Cello und Klavier f-Moll, „Meiner Mutter zugeeignet“	op. 3, 1902
- Streichquintett c-Moll, 1905
- Klaviertrio cis-Moll, 1908
- Streichquartett a-Moll, 1910
- Sonate cis-Moll für Violoncello und Klavier, 1914–1918
- Trio g-Moll für Violine, Violoncello und Klavier, 1919
- Sonate B-Dur für Violine und Klavier, 1921
- Suite für Solo-Violine, 1922
- Klavierquintett a-Moll, 1923
- Variationen für Flöte, Violine und Viola, 1929
- Sonate für Violoncello und Klavier in Fis-Dur, 1931
- Klaviertrio c-Moll, o. J.
- Trio für Altblockflöte, Violine und Viola in C-Dur, 1942–1943
- Variationen über ein niederdeutsches Volkslied für Sopran-Blockflöte und Klavier, 1943
- Variationen über das Volkslied „Mit meinem Mädele“ für 2 Sopran-Blockflöten, 1943–1944
- Unvollendete Suite (2 Sätze für 2 Altblockflöten und Streicher), 1945–1946
- Variationen über das Volkslied „Wach auf meins Herzens Schöne“ für 3 Blockflöten, 1945–1947
- Streichquartett fis-Moll, 1947

### Chorwerke
- Drei 6-stimmige Chöre, 1911–1912
- Rosmarin für 4-stimmigen Frauenchor, 1912–1913
- Männerchöre (nach Texten aus Des Knaben Wunderhorn) 1913–1914
- „Wer du auch seist“ (nach Texten von Rainer Maria Rilke). Kantate für Chor, Bariton-Solo und Orchester, 1925–1932

### Lieder
- 4 Lieder auf Texte von Anna Ritter op. 1, 1901
- 5 Kleine Lieder für mittlere Stimme op. 2a, 1903
- 4 Gesänge aus „Mir zur Feier“ von Rainer Maria Rilke op. 5, 1906
- Simrock: Lied der Filomena (Boccaccio) für hohe Stimme, 1915
- 4 Lieder für Bariton op. 8, 1915–1917
- 4 Anja Mendelssohn-Lieder, 1917/1918
- Ilse Bartels-Lieder, 1918
- „Mensch, was du liebst“ (Angelus Silesius), 1924
- Boshafte Lieder, 1924
- „Tulpen“ für Sopran und Bariton, 1924
- 5 Christian Wagner-Lieder für Bariton, 1924
- Christian Morgenstern-Lieder für Alt, 1937/1938
- 4 Liebeslieder für Sopran (Christian Morgenstern), 1941 (1. Fassung 1938)
- Morgenstimmung, Abendweise (Christian Morgenstern) für Sopran und Bariton, 1942
- Abend am See, Venustempelchen (nach Christian Morgenstern) für Ziergesang (Sopran), 1942
- 2 Lieder (Christian Morgenstern) für Sopran und Blockflöte, 1940/1942
- 3 Lieder (Georg Schwarz) für Mezzosopran und Blockflöte, 1946
- Die Volksweise am Klavier (1940–46). Aus dem Nachlass hg. von Ilse Gebhard. Trossingen 1992.

## Schriften
- Die Gebhard’sche Klangsilbe (La-lo). In: Die Musikerziehung III 1926. S. 160–164; 193–196.
- Einheitliche Musiklehre. In: Riemann Musiklexikon, 11. Aufl. Berlin 1929. S. 455f
- Körperstudien für den Ausdruck am Klavier. München 1931
- Metrum, Rhythmus, Motiv. In: Mitteilungen des Lalo-Bundes, Heft 12–14, München 1932